# Astu
Astu (Oudgrieks: τό ἄστυ) was een term die zoveel betekende als "de stad". Het sloeg op het urbane centrum van een polis in het oude Griekenland. De term zou later ook gebruikt worden in Athene om de tien stadtrittyen van Attika mee aan te duiden.

## Verder lezen
- H. Derks, De koe van Troje. De mythe van de Griekse Oudheid, Hilversum, 1995, pp. 171-.